# London Symphony Orchestra Vol. 1 & 2
A London Symphony Orchestra, Vol. 1 & 2 Frank Zappa szimfonikus felvételeket tartalmazó 1995-ben megjelent dupla CD-je, rajta a London Symphony Orchestra játékával felvett, eredetileg 1983-ban (vol. 1) és 1987-ben (vol. 2) megjelent szimpla nagylemezek anyagaival.

## A lemezről
Az album felvételei 1983. január 12-14-én készültek a londoni Twickenham Film Stúdióban, Kent Nagano vezényletével. Ez volt Zappa harmadik nagyzenekari kísérlete az 1967-es Lumpy Gravy és az 1975-ös, az Orchestral Favorites-en hallható (1979-ben kiadott) felvételek után.
Zappa nagyon sokat panaszkodott a kevés próbaidőre és a felvételek pontatlanságaira, ezeket nagyon aprólékos stúdió-utómunkálatokkal tudta csak korrigálni, amit a digitális többsávos felvételi technika tett lehetővé. Bár Zappa az első kiadás fülszövegében köszönetet mondd az LSO zenészeinek, a második lemezen szereplő "Strictly Genteel"-hez már ezt fűzi hozzá:
Az itt hallható felvétel az utolsó éjszaka utolsó nekifutásának utolsó órájában készült… a hibák kijavításához szükséges túlórára esély sem volt (semmi pénzért). Az utolsó szünetben, a végső változatnak való utolsó nekifutás előtt a teljes fúvósszekció úgy döntött, hogy átnéz a szemközti csehóba. 15 perc késéssel érkeztek vissza. Nélkülük nem készíthettük el a felvételt. A zenekar viszont nem volt hajlandó a pirospozsgás fúvós szomszédaik miatt még 15 percet játszani. Mindent megtettem hogy a brit ‘szakmunka’ e remekét használhatóvá tegyem (csaknem 50 vágás a 6:53 alatt), de hiába… Az ‘emberi tényező’ érintetlen maradt.
Ez volt az egyik első, nagyzenekarról készült többsávos felvétel; emiatt a felvételi technika miatt a felvételen a hangszercsoportok sokkal finomabb részletezettséggel hallhatóak, mint a hagyományos sztereó felvételek esetében.
A dupla CD programja nem pontosan egyezik meg az eredeti albumok összeállításával, illetve maga a zene is újrakeverve került az új, egyesített kiadásra.

## A lemez számai

### A CD-kiadás, 1995
első CD

Bob in Dacron
1. First Movement 5:36
2. Second Movement 6:32
Sad Jane
3. First Movement 4:47
4. Second Movement 5:02
Mo 'n Herb's Vacation
5. First Movement 4:47
6. Second Movement 10:04
7. Third Movement 12:50
második CD
1. Envelopes – 4:04
2. Pedro's Dowry – 10:26
3. Bogus Pomp – 24:31
4. Strictly Genteel – 6:56

### Bakelit kiadás

#### London Symphony Orchestra Vol. 1 (1983)
első oldal
1. "Sad Jane" – 10:05
2. "Pedro's Dowry" – 10:26
3. "Envelopes" – 4:11

második oldal
1. "Mo 'n Herb's Vacation, First Movement" – 4:50
2. "Mo 'n Herb's Vacation, Second Movement" – 10:05
3. "Mo 'n Herb's Vacation, Third Movement" – 12:56

#### London Symphony Orchestra Vol. 2 (1987)
első oldal
1. "Bogus Pomp" – 24:32

második oldal
1. "Bob in Dacron" – 12:12
2. "Strictly Genteel" – 6:53

## A közreműködők

### A zenészek
- The London Symphony Orchestra, vezényel Kent Nagano
- David Ocker – klarinét
- Chad Wackerman – dobok
- Ed Mann – ütőhangszerek

### A produkciós stáb
- Frank Zappa – producer
- Mark Pinske – hangmérnök
- John Vince – borítóterv

## Külső hivatkozások
- Az album adatai az Information is Not Knowledge honlapon;
- A kiadás részletei – a Zappa Patio honlapon
- "Számomra ez fenomenális zene" – interjú a lemezről Kent Nagano karmesterrel (magyarul, Zappa PONT)
- London Symphony Orchestra Vol. 1 & 2 – a lemezek fülszövegei (magyar fordítás, Zappa PONT)
- Az LSO igaz története – David Ocker klarinétos írása;
- John Lawley oboás visszaemlékezése a felvételekre (United Mutations honlap)